# Malé Zálužie
Malé Zálužie és un poble i municipi d'Eslovàquia que es troba a la regió de Nitra, al sud-oest del país.

## Història
La primera menció escrita de la vila es remunta al 1397.

## Demografia
| Godina             | 1994 | 2004   | 2014   | 2024   |
| ------------------ | ---- | ------ | ------ | ------ |
| Nombre de persones | 285  | 257    | 278    | 285    |
| Diferència         |      | −9,82% | +8,17% | +2,51% |

| Godina             | 2023 | 2024   |
| ------------------ | ---- | ------ |
| Nombre de persones | 271  | 285    |
| Diferència         |      | +5,16% |